# SAP Business Information Warehouse
 (novembre 2017).
Si vous disposez d'ouvrages ou d'articles de référence ou si vous connaissez des sites web de qualité traitant du thème abordé ici, merci de compléter l'article en donnant les références utiles à sa vérifiabilité et en les liant à la section « Notes et références ».
SAP Business Information Warehouse (SAP BW) est le nom d'une solution d'informatique décisionnelle (business intelligence), d'analyse et de reporting pour l'entreprise, édité par SAP AG. Aujourd'hui, son nom a légèrement changé pour devenir SAP Netweaver BI.
Il contient un outil de paramétrage de solution décisionnel (Data Warehouse Workbench) avec des possibilités étendues analytiques, une suite de logiciels de reporting (Bex) et un outil de simulation et de planification avec Integrated Planning (anciennement BPS pour Business Planning and Simulation). 
Voici ses différentes couches :
- Persistent Staging Area (PSA) : zone de stockage temporaire des données.
- Extraction, Transformation and Load (ETL) pour l'extraction, la transformation et le chargement dans les structures analytiques BW.
- Data warehouse pour le stockage des informations dans sa base.
- Reporting pour donner accès aux informations aux utilisateurs.
- Planning pour réaliser des simulations ou établir le processus budgétaire d'une entreprise.

Le chargement des données (par exemple de R/3 vers BW) se fait par des unités paramétrables de chargements : Infopackages.

Un Infopackage est relié à un Datasource, point d'entrée du flux BW.

Le Datasource est lui-même assigné à un Infosource.

Le stockage des données se fait dans des ODS (Operational Data Store) ou dans des Infocubes dont le schéma, en étoile, est dédié au reporting.
SAP BW fait partie de la suite Netweaver. D'autres composantes viennent avec SAP Enterprise Portal, Web Application Server (WAS), SAP Process Integration (PI, ou anciennement XI) et Master Data Management (MDM).

## Dates de sortie
Version 7.0 est sorti en juin 2006.
Version 7.01 est sortie en 2008
Version 7.02 est sortie en 2010
Version 7.3 est sortie en 2011
Version 7.4 est sortie en 2013
Version 7.5 est sortie en 2015
BW/4HANA est sortie en 2016

## Autres articles
- Informatique décisionnelle